# 八仙桥基督教青年会大楼
31°13′45.5″N 121°28′29.9″E / 31.229306°N 121.474972°E
八仙桥基督教青年会大楼，位于上海市西藏南路123号。最初作为上海基督教青年会的办公场所。大楼始建于1929年10月，1931年9月落成，耗资100万银元。大楼委托中国建筑师李锦沛、范文照和赵深设计，江裕记营造厂承建。建筑外观为具有简朴实用式，局部带有中国的传统民族形式。1989年，入选上海市文物保护单位。

## 简史
在兴建八仙桥基督教青年会大楼之前的1898年，基督教青年会北美协会受上海地区传教士的邀请，委派路义思到沪开展上海青年会工作。两年后，在路义思的组织下，包括颜惠庆、宋耀如、黄佐庭在内的社会贤达借博物院路的亚洲文会大楼创办上海基督教中国青年会。随后选址北苏州路的今上海邮政局大楼附近，同年，在哈同的帮助下，迁到南京路今上海市第一食品商店附近。1903年，会所搬到北京路江西路口。路义思随后又前往美国进行募捐，终于北京路四川路建立正式会所。
到1920年代，随着入会人数增加，原有大楼不敷使用，故选址敏体尼荫路东侧，大世界游乐场以南的地区兴建新的会所。在1920年代以前，上海的大型建筑多为仿照西方古典主义的形式，此后中国建筑师逐渐探索西洋建筑与中国元素的融合。因此，1920年代以后，简朴实用式略带中国色彩的建筑逐渐成为新的流行。青年会当时找到设计过上海广东银行大楼的李锦沛、设计金城大戏院的赵深和美琪大戏院的设计者范文照等三人，就是因为三人都有过类似的设计作品。
青年会大楼于1931年落成后，新楼位于八仙桥地区，故得名八仙桥基督教青年会大楼，原位于四川路的会所便成为分会。基督教青年会的活动亦更加频繁，例如组织学生前往一二八淞沪战场抢救伤员、组织青年到谢晋元的孤军营服务、收容流落在租界的一万多难民。除此以外，基督教青年会的九楼曾于1936年10月8日举行了第二届全国木刻活动展，作家鲁迅在病中亦前来参观。1958年起，中华基督教青年会、女青年会全国协会和上海基督教青年会、女青年会4个相关团体在楼内联合办公。4楼以上则改为淮海饭店。1982年，产权交还给教会，部分楼层成为中华基督教青年会全国协会和上海基督教青年会女青年会的办公场所，其余楼面为青年会宾馆使用。目前大楼为锦江集团下属酒店。

## 建筑
青年会大楼结构为钢筋混凝土框架，高10层坐东朝西，占地2211平米，总建筑面积达10422平米。外观仿北京前门箭楼，顶部双檐，上覆蓝色琉璃瓦，檐下饰有斗拱。大门做成仿宫殿的隔扇，采用菱花格心。外为青石门框雕饰有云纹等图案。下三层外墙为仿花岗石墙面，上层为褐色面砖。